# Boursinidia havrylenkoi
Boursinidia havrylenkoi là một loài bướm đêm trong họ Noctuidae.